# Markova Souchitsa
Markova Souchitsa (en macédonien Маркова Сушица) est un village du nord de la Macédoine du Nord, situé dans la municipalité de Stoudenitchani. Le village comptait 53 habitants en 2002. Il est connu pour son monastère de Marko, fondé au XIVe siècle. Le village est traversé par la Markova Reka.

## Démographie
Lors du recensement de 2002, le village comptait :
- Macédoniens : 50
- Serbes : 2
- Autres : 1